# Ernst Müller (Maschinenbauer)

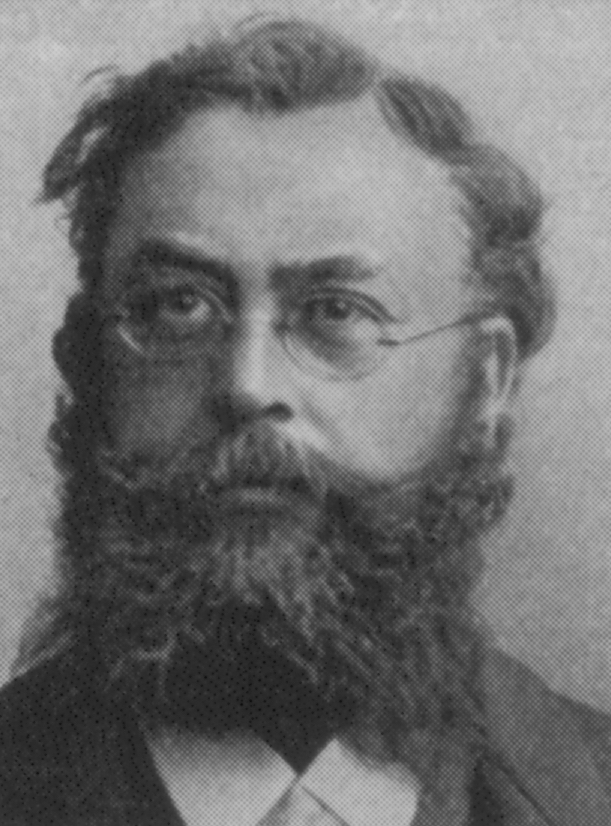
Ernst Müller

Ernst Karl Eduard Müller (* 1. September 1856 in Crimmitschau; † 10. Dezember 1929 in Dresden) war ein deutscher Maschinenbauingenieur und Hochschullehrer. 

## Leben
Müller wurde 1879 Lehrer am Polytechnikum in Dresden, von 1883 bis 1893 war er Assistent für mechanische Technologie an der TH Hannover. 1894 wurde Müller Privatdozent für Textilindustrie, später lehrte er zusätzlich allgemeine Maschinenlehre und weitere Fächer. 1890 wurde ihm das Prädikat Professor verliehen, 1896 wurde er dann etatsmäßiger Professor für Maschineningenieurwesen. Von 1900 bis 1918 war Müller auch nichtständiges Mitglied des Kaiserlichen Patentamts. 1901 wechselte er als Professor an die TH Dresden, wo er bis 1921 als ordentlicher Professor für allgemeine mechanische Technologie und spezielle Technologie der Faserstoffe wirkte und Direktor des mechanisch-technologischen Instituts der TH Dresden war. 1903 wurde Müller der Titel Geheimer Hofrat verliehen. Von 1918 bis 1923 leitete Müller dann das Deutsche Forschungsinstitut für Textilindustrie. 

## Ehrungen
- 1920: Dr. ing. E.h. TH Braunschweig
- 1927: Karmarsch-Denkmünze der Hannoverschen Hochschulgemeinschaft.